# Килелей
Килелей — деревня в Богородском районе Нижегородской области. Входит в состав Каменского сельсовета.

## Название
Топоним эрзянского происхождения, образован от слов «килей» — берёза и «лей» — река.

## История
В «Списке населенных мест» Нижегородской губернии по данным за 1859 год значится как разноведомственная деревня при речке Килелейке в 30 верстах от Нижнего Новгорода. В деревне насчитывался 59 двор и проживало 393 человека (173 мужчины и 220 женщин).

## Население
| 1859 | 1999 | 2002 | 2010 |
| ---- | ---- | ---- | ---- |
| 393  | ↘99  | ↘76  | ↘41  |

Национальный состав
Согласно результатам переписи 2002 года, в национальной структуре населения русские составляли 99 % из 76 человек..